# Snedstreckat mottfly
Snedstreckat mottfly, Schrankia costaestrigalis,är en fjärilsart som beskrevs av James Francis Stephens 1834. Snedstreckat mottfly ingår i släktet Schrankia och familjen Näbbflyn, Erebidae. Arten är reproducerande och har livskraftiga, (LC), populationer i både Sverige och i Finland. Inga underarter finns listade i Catalogue of Life.

## Bildgalleri

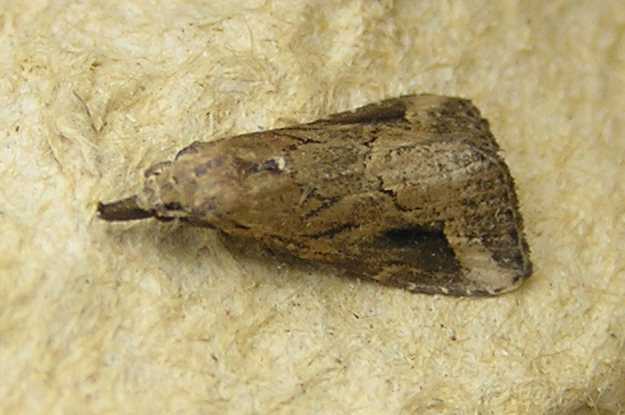
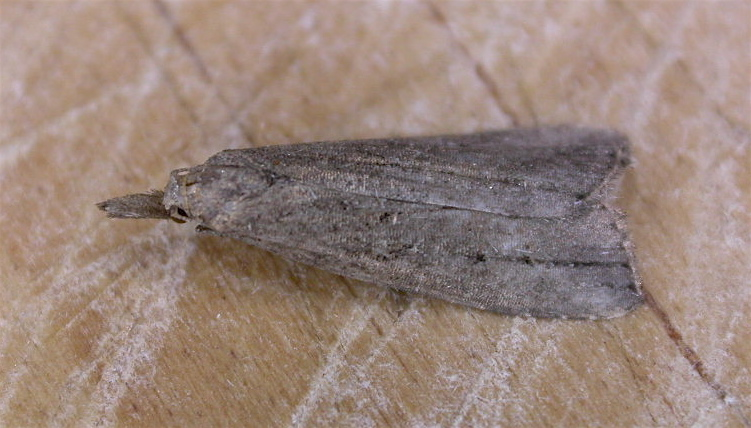